# Wilhelm Voigt (Politiker, 1867)
Wilhelm Voigt (* 13. Juni 1867; † nach 1933) war ein deutscher Politiker (SPD).

## Biografie
Nach dem Besuch der Volksschule absolvierte Voigt eine Lehre. Er arbeitete von 1902 bis 1907 als Materialwarenhändler und von 1907 bis 1918 als Gastwirt in Bernburg. Neben seiner beruflichen Tätigkeit engagierte er sich in der Gewerkschaft und war von 1925 bis 1933 hauptamtlicher Geschäftsführer des Verbandes der Kleinlandwirte mit Sitz in Leopoldshall.

### Politik
Während der Zeit des Deutschen Kaiserreiches trat Voigt in die Sozialdemokratische Partei Deutschlands (SPD) ein. Er war von 1901 bis 1910 Stadtverordneter und von 1914 bis 1918 Stadtrat in Bernburg. Von 1902 bis 1918 war er Landtagsabgeordneter im Herzogtum Anhalt. Nach dem Ersten Weltkrieg amtierte Voigt von November 1918 bis Oktober 1922 als Staatsrat und von Oktober 1922 bis Juli 1924 als Staatsminister des Freistaates Anhalt. Dem Landtag des Freistaates Anhalt gehörte er von 1918 bis 1919 sowie erneut von 1924 bis 1933 an.